# Брно
Брно (чеш. Brno) је први по величини град у Моравској и други у Чешкој Републици. Брно је престоница историјске крајине Моравске, и седиште управне јединице Јужноморавски крај, где чини засебан градски округ Брно-град. У Брну се налази седиште Уставног суда Чешке Републике и друге високе државне институције.

## Порекло назива
Данас постоје три претпоставке о пореклу назива града:
- Најчешће навођена је да је данашњи назив града добио име од старословенске речи Брнен у значењу „мочваран, барски";
- Друга навођена претпоставка је такође везана за Старословенски језик, по којој је назив настао од речи Брнити у значењу „утврђивати, подизати одбрамбене грађевине";
- Задња претпоставка везана је за древно келтско становништво и по њој је данашњи назив изведен од одговарајуће речи за брдо (Велш. bryn).

## Географија
Брно се налази на око два сата вожње колима од три европске престонице.
Беч, главни град Аустрије, се налази на 110 km.
Братислава, главни град Словачке је на 120 km.
Праг, главни град Чешке републике, је на око 200km.

### Рељеф
Брно се налази на југоистоку Чешке Републике, односно Чешко-Моравске висоравни. Град и околина су на брежуљкастом терену.

### Клима
Клима области Брна је умерено континентална. Просечна годишња температура је 9,4 °C.

### Воде
Град Брно се налази на месту где се река Свитава улива у реку Свратку.

## Историја
Прва насеља на месту Брна везују се за доба праисторије (Келти). Ова област била насељена још од 5. века Словенима. Од 1021. године овде се налазио замак владајуће чешке династије Пшемисловаца. Брну је градске повластице дао 1243. године краљ Чешке Вацлав I.
Средином 14. века, Брно је постало једно од два места одржавања моравских скупштина (друго је било Оломоуц). Ове скупштине су одлучивале о политичким, правним и финансијским питањима.
Град Брно је остао веран краљу Жигмунду за време Хуситских ратова.
У току Тридесетогодишњег рата, Брно је било једини град који се успешно одупро Шведским опсадама, чиме је помогао Аустријском царству да се одбрани. Касније је град претворен у изузетно јаку барокну тврђаву, тако да Пруси нису успели да га освоје 1742. г.
Године 1805. године, у близини града се одиграла битка код Аустерлица, у којој је Наполеонова војска поразила аустријско-руску војску.
Индустрија и трговина су се развиле у граду током 18. века. Почетком индустријске револуције Брно је постало значајно индустријско средиште. Први воз је стигао у град 1839. године, гасно осветљење је уведено 1847. године, а систем трамваја 1869. године. Са растом индустрије, расла су и приградска насеља, тако да је град изгубио своја војна утврђења.
У доба „Прве Чехословачке републике“ (1918—1938) Брно је наставило са напретком. Основан је Масариков универзитет (1919), и сајам (1928). Неки од великана културе и науке који су у то време стварали у Брну су: Грегор Мендел, Леош Јаначек, Виктор Каплан и Бохуслав Фухс. У ово време Брно губи немачки карактер, који је имао вековима.
За време Другог светског рата Брно је претрпело велику штету. Током нацистичке окупација многи Чеси су погубљени. Све немачко становништво је протерано после рата. Око 40.000 локалних Немаца је натерано на марш према аустријској граници, при чему је неколико хиљада умрло на путу од исцрпљености. Убрзо после рата (1948. г.) комунисти су преузели власт, и имали је све до „Плишане револуције“ 1989. г.

## Географија
Град Брно налази се на југоистоку Чешке републике при ушћу реке Свитаве у Свратку, у близини града пролазе и мање речице и потоци Веверка, Понавка, Ржичка. Ток реке Свратке у Брну је дуг приближно 29кm, река Свитава око 13кm. У катастру места се налази и језеро у Брну. Надморска висина места је између 190–425 m. Велики део Брна је покрит шумама око 28%.
Просечна годишња температура је 9,4 °C, количина падавина 505mm, просечан број дана са падавинама 150, просечан број сунчаних сати 1771 а преовлађујући смер ветра северозападни. Од истока на запад град је дуг 21,5 km и заузима површину од 230 km².

## Градске легенде
Историја града Брна обогаћена је о велики број легенди. Једна од најтрадиционалнијих је легенда о брњенском змају (алигатору) који је живео у реци у близини града и терорисао је околину. Један од локалних становника дошао је на занимљиву идеју и змаја је убио овцом напуњеном негашеним кречом а змај и дан данас виси препариран на улазу у стару општину (чеш.Stará radnice) као знак сећања на овај догађај.
У успомену на одбрану града од шведског опседања за време Тридесетогодишњег рата се у катедрали Петра и Павла звони преподне у 11 сати.

## Становништво
| 1950.   | 1961.   | 1970.   | 1980.   | 1991.   | 2001.   | 2011.   |
| ------- | ------- | ------- | ------- | ------- | ------- | ------- |
| 284,946 | 314,235 | 344,031 | 371,463 | 388,296 | 376,172 | 385,913 |

Последњих година број становника у граду опада на рачун раста предграђа.

## Брно данас
- Уставни суд Чешке Републике, Врховни суд Чешке Републике и Уред врховног тужиоца Чешке Републике се налазе у Брну од 1993, када се поделила Чехословачка.
- Језеро у Брну ; Brněnská přehrada
- Замак Шпилберк и Катедрала св. Петра и Павла су најзначајнији историјски споменици у граду. Катедрала је изграђена током 14. и 15. века. Њена звона означавају подне свакога дана у 11 пре подне, што је традиција остала од времена Шведске опсаде 1645.
- Игнис Бруненсис (Ignis Brunensis, ватра Брна), је интернационално такмичење ватромета које се одржава у јуну месецу у Брну. Сваке године ова манифестација привуче више од 200.000 посетилаца.
- Вила Тугендхат је изваредан пример функционалистичке архитектуре. Пројектовао ју је архитекта Мис ван дер Рое. Саграђена је касних 1920-их близу центра Брна. УНЕСКО је 2002. прогласио овај споменик архитектуре културном баштином човечанства.
- У Брну има више спортских клубова: фудбалски клуб ФК Збројовка Брно, хокејашки клуб Комета Брно, Рагби клуб Драгон Брно и други. У Брну се такође налази и Масарикова стаза на којој се одржавају многобројне аутомобилске и мото-трке.
- Пивара Старобрно
- Стари град Вевержи
- Православна црква Светог Вацлава у Брну
- Музеј ромске културе у Брну

## Знамените личности
- Курт Гедел - математичар
- Леош Јаначек - композитор
- Виктор Каплан - проналазач
- Милан Кундера - писац
- Адолф Лос - архитекта
- Ернст Мах - физичар
- Грегор Мендел - оснивач генетике
- Леон Минкус - композитор
- Роберт Мусил - писац
- Франтишек Зах - српски генерал

## Партнерски градови
- Познањ
- Лајпциг
- Лидс
- Каунас
- Штутгарт
- Санкт Пелтен
- Утрехт
- Оденсе
- Беч
- Далас
- Рен
- Вороњеж
- Пловдив
- Пула
- Ферара
- Харков
- Братислава

## Галерија
- Градска Катедрала св. Петра и Павла
- Замак Шпилберк - унутрашњост
- ректорат Масариковог универзитета
- Вила Тугендхат
- Миноритска црква
- Моравски музеј
- Сајамски комплекс у Брну
- Нова градска насеља
- Брњенски орлој
- АZ Tower
- Универзитетски кампус Бохуњице
- Парк Лужанки
- Махеново позориште
- Православна црква Светог Вацлава